# Feldhockey-Bundesliga 2010/11 (Herren)
Die Saison 2010/11 endete mit dem Finale um die Deutsche Feldhockeymeisterschaft am 26. Juni 2011 in Mannheim.

## Abschlusstabelle
| Platz | Club               | Spiele | Tore  | Punkte |
| ----- | ------------------ | ------ | ----- | ------ |
| 1.    | Mannheimer HC      | 11     | 47:24 | 24     |
| 2.    | Uhlenhorst Mülheim | 11     | 49:26 | 22     |
| 3.    | Rot-Weiss Köln     | 11     | 43:30 | 21     |
| 4.    | Uhlenhorster HC    | 11     | 48:26 | 20     |
| 5.    | Harvestehuder THC  | 11     | 31:28 | 20     |
| 6.    | Berliner HC        | 11     | 26:21 | 19     |
| 7.    | Blau-Weiß Berlin   | 11     | 41:44 | 17     |
| 8.    | Club an der Alster | 11     | 31:28 | 16     |
| 9.    | Crefelder HTC      | 11     | 22:34 | 9      |
| 10.   | Rüsselsheimer RK   | 11     | 15:53 | 9      |
| 11.   | Nürnberger HTC     | 11     | 25:33 | 6      |
| 12.   | Düsseldorfer HC    | 11     | 13:44 | 3      |

### Abstiegsrunde
| Platz | Club             | Spiele | Tore  | Punkte |
| ----- | ---------------- | ------ | ----- | ------ |
| 1.    | Crefelder HTC    | 6      | 21:7  | 15     |
| 2.    | Rüsselsheimer RK | 6      | 14:9  | 12     |
| 3.    | Nürnberger HTC   | 6      | 11:14 | 6      |
| 4.    | Düsseldorfer HC  | 6      | 6:22  | 3      |

## Endrunde um die deutsche Meisterschaft 25./26. Juni 2011 in Mannheim

### Spiel um Platz 3
| Sa., 26. Juni 2011 in Mannheim |   |               |           |
| Uhlenhorster HC                | – | Mannheimer HC | 4:0 (1:0) |

### Spiel um die Deutsche Feldhockeymeisterschaft
| Sa., 26. Juni 2011 in Mannheim |   |                    |           |
| Club an der Alster             | – | Uhlenhorst Mülheim | 4:1 (2:0) |

- Der Club an der Alster wurde zum siebten Mal deutscher Feldhockey-Meister.